# قرار مجلس الأمن التابع للأمم المتحدة رقم 426
قرار مجلس الأمن التابع للأمم المتحدة رقم 426، الصادر في 19 آذار / مارس 1978، والذي تمت كتابته في نفس اليوم الذي تمت فيه الموافقة على القرار 425، تمت الموافقة على تقرير الأمين العام حول تنفيذه، وأنشأ بدوره قوة الأمم المتحدة المؤقتة في لبنان لمدة 6 أشهر، ولمواصلة العمل بعد ذلك إذا قرر المجلس ذلك.
اعتمد القرار بأغلبية 12 صوتاً؛ امتنعت تشيكوسلوفاكيا والاتحاد السوفيتي عن التصويت ولم تشارك جمهورية الصين الشعبية في التصويت.